# Manabu Minami
Manabu Minami (己浪 学 Minami Manabu?), född 17 februari 1988 i Nara prefektur, är en japansk fotbollsspelare.
Minami började sin karriär 2010 i Amitie SC. Efter Amitie SC spelade han för YSCC Yokohama och ReinMeer Aomori. Han avslutade karriären 2015.